# لومینیتسا گئورگیو
لومینیتسا گئورگیو (رومانیایی: Luminița Gheorghiu؛ ‏ تلفظ رومانیایی: [lumiˈnit͡sa ɡe̯orˈɡi.u]؛ زادهٔ ۱ سپتامبر ۱۹۴۹) بازیگر اهل رومانی بود. وی از سال ۱۹۷۱ میلادی مشغول فعالیت بوده‌است.
از فیلم‌ها یا مجموعه‌های تلویزیونی که وی در آن نقش داشته‌است، می‌توان به عروسی بی سروصدا، چهار ماه، سه هفته و دو روز، کد مجهول، زمانه گرگ، مرگ آقای لازارسکو، ۱۲:۰۸ شرق بخارست، آن‌سوی تپه‌ها، آئورورا، مسئله بچه، نشان مار، دلیر، خیلی دیر، خانواده مورومته و آفریم! اشاره کرد.